# Pajib Tsuoggajavri
Pajib Tsuoggajavri och Vuolib Tsuoggajavri, eller Tsueggajäyrik är sjöar i Finland. De ligger i kommunen Utsjoki i landskapet Lappland, i den norra delen av landet, 1 100 km norr om huvudstaden Helsingfors. Pajib Tsuoggajavri ligger 106,6 meter över havet. Omgivningarna runt Pajib Tsuoggajavri är i huvudsak ett öppet busklandskap. Arean är 41 hektar och strandlinjen är 5,02 kilometer lång. Sjön  ingår i Tana älvs huvudavrinningsområde. 